# Jean Pidoux
Pour les articles homonymes, voir Pidoux.
Jean Pidoux, né en 1550 à Poitiers et décédé le 25 août 1610 dans cette même ville, est un médecin français, conseiller médecin du roi  Henri IV. Il introduit la douche en France et enrichit à cette occasion le vocabulaire français du mot français « douche », qui résulte de sa traduction de l'italien doccia,.

## Famille
Jean Pidoux, écuyer, sieur de Pierrefite, Teilloux et Chailloux est le fils aîné de François Pidoux, conseiller et médecin du roi et doyen de la   Henri II, François II et Charles IX et Catherine Le Maistre. Il est issu de la famille Pidoux, originaire du Poitou. 
Il épousa Françoise Bobé, fille de Simon Bobé, bailli de Coulommiers, et de Jeanne Lambert, dont, :
- Valentin Pidoux (?-1653), écuyer, seigneur de la Maduère, licencié en droit, avocat au Parlement de Paris, il devient bailli de Coulommiers, en succédant à son grand-oncle Simon Bobé, demeuré sans descendance après l'assassinat de sa femme et de ses enfants. Marié à Madeleine Falaize dont plusieurs enfants[5],[2].
- Louis-Nicolas Pidoux, certains auteurs le donnent pour Louis Pidoux, docteur en médecine à Nozeroy (Jura) qui aurait épousé à Dôle (Jura) le 2 juin 1613 Isabelle Françoise du Plessis qui (selon une copie d'un acte de mariage introuvable) serait une sœur inconnue des nobiliaires du cardinal de Richelieu[6],[4]. Leur fille Élisabeth est la première supérieure du prieuré Notre-Dame-des-Anges de Moret-sur-Loing.
- Jeanne Pidoux, mariée à Léon de Pignonneau, écuyer.
- Françoise Pidoux (1582-1644), mariée en premières noces avant 1611 à honorable homme Louis de Jouy, marchand[7] (dont une fille), puis le 13 janvier 1617 avec Charles de La Fontaine, maître général des Eaux et Forêts de Château-Thierry, d'où deux fils dont le fabuliste Jean de La Fontaine.
- François Pidoux (1581-1662), écuyer, sieur de Polyé, docteur en médecine à Poitiers en 1609, sous-doyen de la faculté en 1634, doyen en 1652, recteur de l'Université de Poitiers en 1625, maire de Poitiers en 1631. Marié à Catherine Pellisson dont neuf enfants.
- Catherine Pidoux (1595-1662), religieuse bénédictine de la Trinité de Poitiers, cofondatrice en 1624 au Dorat d'un prieuré dispensant une éducation gratuite pour jeunes filles.

Jean Pidoux est le grand-père maternel de Jean de La Fontaine, auteur des Fables de La Fontaine.

### Carrière
Jean Pidoux fait ses études à la faculté de médecine de Poitiers, dont son père est le doyen depuis 1559. Il soutient sa thèse et devient docteur en médecine le 12 février 1571, à l'âge de 21 ans. Avant même cette date, il pratique déjà la médecine en soignant par ordre du roi les soldats malades lors des guerres de religion qui ravagent le Poitou et la Saintonge. L'année suivant l'obtention de son diplôme, en 1572, il porte déjà le titre de médecin du duc d'Anjou, frère du roi, tandis que son père est le médecin du roi.
Lorsque le duc d'Anjou est élu roi de Pologne, il quitte la France en décembre 1573 pour rejoindre son nouveau royaume. Il est accompagné d'une suite de plus de mille deux cents personnes, dans laquelle se trouvent François du Plessis, un voisin familier des Pidoux et père du futur cardinal de Richelieu, et Louis de Gonzagues, duc de Nevers mais aussi seigneur de Coulommiers. La mort de son frère Charles IX le 14 juin 1574 rappelle le nouveau roi Henri III en France, mais Jean Pidoux n'est pas cité dans la liste de ceux qui l'accompagnent. Il a entre-temps noué des relations avec le duc de Nevers en Pologne. Or ce dernier quitte Cracovie à Pâques 1574 pour Padoue afin de faire panser une ancienne blessure faite à la jambe en 1568 qui s'est rouverte. Le duc fait ainsi étape dans plusieurs stations thermales italiennes : Lucques, Abano Terme, Aqui en Montferrat, accompagné de Jean Pidoux, qui le soigne selon ses moyens et collecte à cette occasion des techniques encore inconnues en France, notamment concernant la douche.
Il passe l'agrégation et devient professeur à la faculté de Poitiers en 1578. Il s’intéresse particulièrement aux eaux de Pougues, dans le fief du duc de Nevers, et il écrit plusieurs études les concernant. En 1580, à Oiron, il est dit « médecin du roi, homme de grande littérature et très heureux à curer les malades ».
À la mort du roi Henri III, il est confirmé auprès du roi Henri IV, à la fois comme médecin et comme négociateur dans les affaires les plus importantes. En 1590, il est à son tour doyen de la faculté de Poitiers. En 1597, il publie un traité intitulé La vertu et usage des Fontaines de Pougues et administration de la douche (qu’il réédite en 1608), dans lequel il préconise pour la première fois l’usage de la douche, alors inconnue en France. Il reste aujourd'hui encore à ce titre une figure emblématique d'une « hygiène à la française ».
Il meurt à Poitiers en 1610 et mis au cercueil « le visage découvert ». Son épouse se retire à Coulommiers, où elle meurt dans sa maison « proche de la porte de Meaux ».